# Belemnia alpha
Belemnia alpha là một loài bướm đêm thuộc phân họ Arctiinae, họ Erebidae.